# Varisella
Varisella est une commune de la ville métropolitaine de Turin, dans le Piémont, en Italie.

## Administration
| Période                                  | Période  | Identité        | Étiquette | Qualité |
| ---------------------------------------- | -------- | --------------- | --------- | ------- |
| 14 juin 2004                             | En cours | Giuseppe Ossola |           |         |
| Les données manquantes sont à compléter. |          |                 |           |         |

### Communes limitrophes
Viù, Vallo Torinese, Fiano, La Cassa, Val della Torre, Givoletto.